# Procelsterna albivitta
Procelsterna albivitta là một loài chim trong họ Laridae.